# すずきじゅんいち
すずき じゅんいち（本名・鈴木潤一、1952年5月21日 - ）は、日本の映画監督、映画プロデューサー、脚本家。
神奈川県茅ヶ崎市出身。神奈川県立湘南高等学校、東京大学文学部倫理学科卒業。

## 経歴
日活に助監督として入社後、神代辰巳、市川崑らに師事する。日活ロマンポルノ作品でデビューした。
1985年、青年海外協力隊としてモロッコに派遣（昭和60年度2次隊、職種：映像）。モロッコ保健省に配属され、要請の内容は視覚による避妊教育のための映画作成であった。しかし、任期半ばで臀部にできたせつの手術をモロッコで受けるが、予後の状況が芳しくなかった。このため任期を短縮し1年で日本に帰国した。
その後、フリーランスに転じ、多くの作品を発表する。2001年に、女優の榊原るみと再婚した。
世界でも活動し、延べ30カ国にて監督・プロデューサーとして、外国の映画製作に協力する。2001年には、夫婦ともどもロサンゼルスに移住し、日本映画の海外セールスエージェンシー業務及び映画プロデューサーを行う。
2010年9月29日、ラスベガス近くで自動車の自損事故を起こし、夫婦ともども重傷を負うも、2名とも命に別状はなかった。これを機に2012年に日本に帰国し、現在は日本を拠点に活動している。

## 主な作品

### 監督
- 女教師狩り（1982年、にっかつ）
- お姉さんの太腿（1983年、にっかつ）
- 宇能鴻一郎の濡れて学ぶ（1983年、にっかつ）
- 制服肉奴隷（1985年、にっかつ）
- 令嬢肉奴隷（1985年、にっかつ）
- 妖艶 肉縛り（1987年、にっかつ撮影所）
- 偏差値 H倶楽部（1987年、フィルム・シティ）
- 赤い縄～果てるまで～（1987年、にっかつ撮影所）
- 檻の中の欲しがる女たち（1987年、にっかつ撮影所）
- マリリンに逢いたい（1988年、松竹富士＝三菱商事＝第一企画＝東北新社）
- 砂の上のロビンソン（兼脚本、1989年、ビッグバン＝ウルトラ企画＝ジャパンホーム）
- ふたりだけのアイランド（兼脚本、1991年、中京テレビ放送＝名古屋観光サービス＝豊島）
- 連れ込み旅館の若女将（兼脚本、1994年、シネマアーク）
- 女帝（兼脚本、1995年、ケイエスエス）
- スキヤキ（兼製作・脚色、1995年、フィルムヴォイス）
- 秋桜（兼製作・原作・脚色、1997年、映画『秋桜』製作委員会）
- ひとりね（兼製作総指揮、2002年、フイルムヴォイス）
- 青空へシュート!（兼脚本、2002年、放映プロジェクト）
- ホーンテッド ハイウェイ（兼製作・脚本、2005年、フィルム・ヴォイス）
- 東洋宮武が覗いた時代（兼企画、脚本　2008年、日米合作）
- 442日系部隊・アメリカ史上最強の陸軍（兼企画、脚本　2010年、日米合作）
- 二つの祖国で 日系陸軍情報部（兼企画、脚本　2012年、日米合作）
- 和食ドリーム（2014年、日米合作）
- クロスロード（監督、2015年）

### プロデューサー
- 萬歳樂（1999年、兼構成・脚本、楽劇コースケ事務所）
- 能楽師（2002年、『能楽師』製作委員会）
- みやび 三島由紀夫（2005年、パンドラ）

### 脚本
- サンクチュアリPART3（1996年、ビデオチャンプ）

### 原作
- サロゲートマザー（兼脚色、1995年、東映ビデオ＝フジテレビジョン＝ソロモン・インターナショナル　）